# 十文字町佐賀会
十文字町佐賀会（じゅうもんじまちさがえ）は、秋田県横手市の大字。郵便番号は019-0506。人口は526人、世帯数は193世帯（2020年10月1日現在）。

## 地理
横手市南部、十文字地域の西部に位置する。東で十文字町仁井田、西で十文字町鼎、南で湯沢市、北で十文字町上鍋倉と隣接する。国道13号が南北に縦断し、沿線には商業施設が集まる「イオンタウン十文字南」がある。

### 河川
- 皆瀬川
町の南端、湯沢市と横手市との境界に流れる。

### 小字
- 字阿良谷（あらや）
- 字伊賀利（いがり）
- 字石川原（いしかわら）
- 字上明戸（かみあけと）
- 字上沖田（かみおきた）
- 字上川原（かみがわら）
- 字下沖田（しもおきた）
- 字下川原（しもがわら）
- 字新山前（しんざんまえ）

- 字新山道添（しんざんみちぞえ）
- 字高土手（たかどて）
- 字中川原（なかがわら）
- 字新関（にいせき）
- 字八幡前（はちまんまえ）
- 字古川添（ふるかわぞえ）
- 字町後（まちうしろ）
- 字八木境（やぎざかい）

## 世帯数と人口
2020年（令和2年）10月1日現在の世帯数と人口は以下の通りである。
| 丁目           | 世帯数  | 人口  |
| -------------- | ------- | ----- |
| 十文字町佐賀会 | 193世帯 | 526人 |

### 人口の推移
以下は国勢調査による1995年（平成7年）以降の人口の推移。
| 年                 | 人口 |
| ------------------ | ---- |
| 1995年（平成7年）  | 631  |
| 2000年（平成12年） | 656  |
| 2005年（平成17年） | 606  |
| 2010年（平成22年） | 601  |
| 2015年（平成27年） | 547  |
| 2020年（令和2年）  | 526  |

## 交通

### 鉄道
地域内に駅はない。最寄り駅はJR東日本・奥羽本線の十文字駅。

### 道路
- 国道13号
- 国道342号
- 秋田県道57号十文字羽後鳥海線（主要地方道）

## 施設
- イオンタウン十文字南
  - マックスバリュ 十文字南店
  - 西松屋 イオンタウン十文字南店
  - ツルハドラッグ 十文字店
  - 洋服の青山 イオンタウン十文字南店
  - DCMホーマック 十文字店
  - 幸楽苑 秋田十文字店
  - 道とん堀 十文字店
  - 美容室キャンパス 十文字店
- 薬王堂 十文字店
- セブン-イレブン 十文字佐賀会店
- 元祖十文字中華そば マルタマ